# Vica Pota
În mitologia greaca, Vica Pota era zeița victoriei. De-a lungul aniilor, a ajuns să fie considerată de romani victoria însăși, iar dupăfiecare victorie aceștia îi ofereau jertfe generoase, pentru ocrotirea aratată către ei în lupta.